# 인풍전대 허리켄저 vs. 가오레인저
《인풍전대 허리켄저 vs. 가오레인저》(忍風戦隊ハリケンジャーVSガオレンジャー)는 2003년 3월 12일에 발매된 오리지널 비디오 작품이다. 《인풍전대 허리켄저》의 오리지널 비디오 작품이며, 슈퍼 전대 vs. 시리즈의 하나이다.

## 개요
《인풍전대 허리켄저》와 《백수전대 가오레인저》의 크로스 오버 작품인 슈퍼 전대 V시네마 제9작. 본작에서 처음 동봉 특전이 붙게 됐다.
제작상은 《인풍전대 허리켄저》 텔레비전 시리즈 본편의 권의 이십오서 읽노 이십육 사이의 여름의 일로 자리 매김되고 있는데, 후에 제작된 《굉굉전대 보우켄저 vs. 슈퍼전대》에서는 2002년 10월에 일어난 사건으로 설정되어 있다.
그것까지 VS시리즈에서는 실제로 전대끼리 맞붙는 장면은 적어 본작에서는 《허리켄저》의 자칸쟈 암흑 나나 모르는 5명(츄우즈보과 선달 이외)이 "적조직의 간부가 전대(가오레인저)의 변신 아이템을 빼앗아 가짜 가오레인저로 변신하다는 식으로 전개되어 두 전대가 싸우는 장면도 많다.
가오레인저는 허리켄저의 것을 알고 허리켄저 측은 어슴푸레하와 햄스터 관장(무한 사이)만 가오레인저를 알고 있다. 또 『가오레인저』에서는 적 간부인 위험한 바다, 쯔에 쯔에도 등장한다.
또 본 작품 원본의 거대 로봇으로 "토도 로키 번개 선풍 신 소드&실드"과 "천공 굉뢰 바람 신"이 등장. 특히 전자는 두 작품의 완구가 합체 가능한 점을 살린다, 시리즈 유일하게 보이는 두 전대의 메카가 합체된 오리지널의 거대 로봇으로 그려진다.
허리켄 레드 역 의 시오야슌 이 촬영 당시 사고로 왼손이 부러졌기 때문에 전투시에 팔을 다쳤다는 설정으로 ED에는 붕대 모습으로 출연. 본 편에서는 항상 변신 후의 색으로 부르던 가오렌저가 본 작품에서는 본명으로 부르는 장면이 많다.
가오 실버의 기회가 적은 것은 타마야마 테츠지의 스케줄 때문이다. 사카이 카즈요시 연기하는 가오 블랙은 전사로 되기 전에는 씨름꾼이었다는 설정에서, 주 트라이 밥솥을 맡은 시라카와 유우지로는 실제로 전 역사이며, ED에서는 둘 다 씨름을 하는 장면이 있었다.
《전자전대 메가레인저 vs. 카레인저》 이후 ED뒤 에필로그가 있다.

## 캐스트

### 주연
- 시나 요스케 - 시오야 슌
- 노노 나나미 - 나가사와 나오
- 비토 코우타 - 야마모토 코헤이
- 카스미 잇코 - 시라카와 유지로
- 카스미 잇슈 - 강창웅 (姜 暢雄 교 노부오[*])방성준
- 슈리켄저 (목소리) - 마츠노 타이키
- 시시 카케루 - 카네코 노보루
- 와시오 카쿠 - 호리에 케이
- 사메주 카이 - 시바키 타케루
- 우시고메 소우타로 - 사카이 카즈요시
- 타이가 사에 - 타케우치 미오
- 오오가미 츠쿠마로 - 타마야 테츠지